# Crisia eburneodenticulata
Crisia eburneodenticulata is een mosdiertjessoort uit de familie van de Crisiidae. De wetenschappelijke naam van de soort is voor het eerst geldig gepubliceerd in 1875 door Smitt ms in Busk.